# Abygirl Sepiso
Abygirl Sepiso (* 9. Februar 1995) ist eine sambische Leichtathletin, die sich auf den Sprint spezialisiert hat.

## Sportliche Laufbahn
Erste internationale Erfahrungen sammelte Abygirl Sepiso bei den Juniorenweltmeisterschaften 2012 in Barcelona, bei denen sie im 100-Meter-Lauf mit 13,19 s in der ersten Runde ausschied. 2015 nahm sie im 200-Meter-Lauf an den Afrikaspielen in Brazzaville teil, schied aber auch dort mit 25,01 s im Vorlauf aus. Bei den Afrikameisterschaften 2018 in Asaba schied sie über 400 Meter mit 56,10 s in der ersten Runde aus und gewann mit der sambischen 4-mal-400-Meter-Staffel in 3:38,18 min die Bronzemedaille hinter den Teams aus Nigeria und Kenia. Zudem konnte sie das Rennen mit der 4-mal-100-Meter-Staffel nicht beenden. 2022 verpasste sie bei den Afrikameisterschaften in Port Louis mit 55,79 s den Finaleinzug über 400 Meter und in der Mixed-Staffel belegte sie in 3:27,06 min den fünften Platz. 2024 wurde sie bei den Afrikaspielen in Accra im Vorlauf der Mixed-Staffel disqualifiziert und kam über 200 Meter mit 24,64 s nicht über den Vorlauf hinaus. Zudem gewann sie mit der Frauenstaffel in 3:31,85 min gemeinsam mit Niddy Mingilishi, Quincy Malekani und Rhoda Njobvu die Silbermedaille hinter dem nigerianischen Team. Im Mai verpasste sie bei den World Athletics Relays auf den Bahamas eine Direktqualifikation über 4-mal 400 Meter für die Olympischen Spiele in Paris, ehe sie bei den Afrikameisterschaften in Douala in 3:32,18 min die Silbermedaille hinter dem nigerianischen Team gewann.

## Persönliche Bestleistungen
- 100 Meter: 11,84 s (+1,9 m/s), 28. April 2012 in Windhoek
- 200 Meter: 24,19 s (+1,1 m/s), 16. Mai 2021 in Lusaka
- 400 Meter: 53,80 s, 20. März 2021 in Lusaka